# Luka (ort i Tjeckien)
Luka är en ort i Tjeckien. Den ligger i den centrala delen av landet, 50 km norr om huvudstaden Prag. Luka ligger 335 meter över havet och antalet invånare är 107.
Terrängen runt Luka är platt.Runt Luka är det ganska tätbefolkat, med 52 invånare per kvadratkilometer. Närmaste större samhälle är Doksy, 5,8 km norr om Luka. Trakten runt Luka består till största delen av jordbruksmark.